# Melanotaenia
Genre
Le genre Melanotaenia regroupe plusieurs espèces de poissons de la famille des Melanotaeniidae.
Il est parfois fait état du genre Nematocentris qui est une appellation non valide synonyme du genre Melanotaenia. La seule espèce concernée est Nematocentris fluviatilis avec pour appellation valide Melanotaenia fluviatilis.

## Liste des espèces
Selon FishBase (8 mai 2017) :
- Melanotaenia affinis (Weber, 1907)
- Melanotaenia ajamaruensis Allen & Cross, 1980
- Melanotaenia albimarginata Allen, Hadiaty, Unmack & Erdmann, 2015
- Melanotaenia ammeri Allen, Unmack & Hadiaty, 2008
- Melanotaenia angfa Allen, 1990
- Melanotaenia arfakensis Allen, 1990
- Melanotaenia arguni Kadarusman, Hadiaty & Pouyaud, 2012
- Melanotaenia aruensis Allen, Hadiaty, Unmack & Erdmann, 2015
- Melanotaenia australis (Castelnau, 1875)
- Melanotaenia batanta Allen & Renyaan, 1998
- Melanotaenia boesemani Allen & Cross, 1980
- Melanotaenia caerulea Allen, 1996
- Melanotaenia catherinae (de Beaufort, 1910)
- Melanotaenia corona Allen, 1982
- Melanotaenia duboulayi (Castelnau, 1878)
- Melanotaenia eachamensis Allen & Cross, 1982
- Melanotaenia exquisita Allen, 1978
- Melanotaenia fasinensis Kadarusman, Sudarto, Paradis & Pouyaud, 2010
- Melanotaenia fluviatilis (Castelnau, 1878)
- Melanotaenia fredericki (Fowler, 1939)
- Melanotaenia garylangei Graf, Herder & Hadiaty, 2015
- Melanotaenia goldiei (Macleay, 1883)
- Melanotaenia gracilis Allen, 1978
- Melanotaenia herbertaxelrodi Allen, 1981
- Melanotaenia irianjaya Allen, 1985
- Melanotaenia iris Allen, 1987
- Melanotaenia japenensis Allen & Cross, 1980
- Melanotaenia kamaka Allen & Renyaan, 1996
- Melanotaenia kokasensis Allen, Unmack & Hadiaty, 2008
- Melanotaenia kolaensis Allen, Hadiaty, Unmack & Erdmann, 2015
- Melanotaenia lacustris Munro, 1964
- Melanotaenia lakamora Allen & Renyaan, 1996
- Melanotaenia maccullochi Ogilby, 1915
- Melanotaenia mairasi Allen & Hadiaty, 2011
- Melanotaenia maylandi Allen, 1983
- Melanotaenia misoolensis Allen, 1982
- Melanotaenia monticola Allen, 1980
- Melanotaenia mubiensis Allen, 1996
- Melanotaenia nigrans (Richardson, 1843)
- Melanotaenia ogilbyi Weber, 1910
- Melanotaenia oktediensis Allen & Cross, 1980
- Melanotaenia papuae Allen, 1981
- Melanotaenia parkinsoni Allen, 1980
- Melanotaenia parva Allen, 1990
- Melanotaenia patoti Weber, 1907
- Melanotaenia picta Allen, Hadiaty, Unmack & Erdmann, 2015
- Melanotaenia pierucciae Allen & Renyaan, 1996
- Melanotaenia pimaensis Allen, 1981
- Melanotaenia praecox (Weber & de Beaufort, 1922)
- Melanotaenia pygmaea Allen, 1978
- Melanotaenia rubripinnis Allen & Renyaan, 1998
- Melanotaenia rubrivittata Allen, Unmack & Hadiaty, 2015
- Melanotaenia rubrostriata (Ramsay & Ogilby, 1886)
- Melanotaenia salawati Kadarusman, Sudarto, Slembrouck & Pouyaud, 2011
- Melanotaenia senckenbergianus (Weber, 1911)
- Melanotaenia sexlineata (Munro, 1964)
- Melanotaenia solata Taylor, 1964
- Melanotaenia splendida (Peters, 1866)
- Melanotaenia sylvatica Allen, 1997
- Melanotaenia synergos Allen & Unmack, 2008
- Melanotaenia trifasciata (Rendahl, 1922)
- Melanotaenia urisa Kadarusman, Setiawibawa & Pouyaud, 2012
- Melanotaenia utcheensis McGuigan, 2001
- Melanotaenia vanheurni (Weber & de Beaufort, 1922)
- Melanotaenia veoliae Kadarusman, Caruso & Pouyaud, 2012
- Melanotaenia wanoma Kadarusman, Segura & Pouyaud, 2012
- Melanotaenia wokamensis Allen, Hadiaty, Unmack & Erdmann, 2015

## Taxonomie
Le nom valide complet (avec auteur) de ce taxon est Melanotaenia Gill, 1862.
Melanotaenia a pour synonymes :
- Aida Castelnau, 1875
- Aidapora
- Aidaprora Whitley, 1935
- Anisocentrus Regan, 1914
- Aristeus Castelnau, 1878
- Charisella Fowler, 1939
- Nematocentris Peters, 1866
- Nematocentrus
- Neoatherina Castelnau, 1875
- Rhombatractus Gill, 1894
- Rhombosoma Regan, 1914